# Church Hill (Maryland)
Church Hill – miasto w Stanach Zjednoczonych, w stanie Maryland, w hrabstwie Queen Anne’s.